# Юбілейнинське сільське поселення (Краснокаменський район)
Юбіле́йнинське сільське поселення (рос. Юбилейнинское сельское поселение) — сільське поселення у складі Краснокаменського району Забайкальського краю Росії.
Адміністративний центр — селище Юбілейний.
Станом на 2002 рік існували Куйтунська сільська адміністрація (селище Куйтун) та Юбілейна сільська адміністрація (селище Юбілейний).

## Населення
Населення сільського поселення становить 800 осіб (2019; 955 у 2010, 1114 у 2002).

## Склад
До складу сільського поселення входять:
| Населений пункт   | Населення, осіб (2002) | Населення, осіб (2010) |
| ----------------- | ---------------------- | ---------------------- |
| Куйтун, селище    | 340                    | 313                    |
| Юбілейний, селище | 774                    | 642                    |